# هانا تری
هانا تری (انگلیسی: Hanna Terry؛ زادهٔ ۲۹ نوامبر ۱۹۹۰) بازیکن فوتبال اهل ایالات متحده آمریکا است.
از باشگاه‌هایی که در آن بازی کرده‌است می‌توان به باشگاه فوتبال آپولون لیماسول و باشگاه فوتبال پورتلند تورنز اشاره کرد.
وی همچنین در تیم ملی فوتبال Sweden U23 بازی کرده‌است.